# Max Eugen Rascher
Max Eugen Rascher (* 19. Jahrhundert in Bamberg; † 27. Dezember 1918 in München) war ein deutscher Dirigent, Pianist und Dichter.

## Leben und Werk
Im September 1893 trat Max Eugen Rascher, Mitglied der Philharmonie München, die Nachfolge des glücklosen und früh zurückgetretenen Dirigenten Joh. Hulle von Elcowitz in Rorschach am Bodensee im Schweizer Kanton St. Gallen an. Unter seinem Dirigat fanden 1895 mit der Bürgermusik (später Vereinschronik der Stadtmusik Rorschach) zahlreiche Konzerte unter anderem in St. Gallen, Uttwil, Friedrichshafen, Zürich, Luzern, und Einsiedeln statt. Darüber hinaus trat Rascher bei der Sommerfestivität im Löwengarten, zusammen mit dem Männerchor Helvetia, in Erscheinung.
Neben der Musik publizierte Max Eugen Rascher zum Ende des 19. Jahrhunderts auch lyrische Werke. Raschers erster Band erschien im Jahr 1890 unter dem schlichten Titel Gedichte beim Verlag Wilhelm Friedrich in Leipzig. Ein weiterer Lyrik-Band wurde 1901 in seiner Geburtsstadt Bamberg im Verlag Carl Hübscher unter dem Titel Liebesrosen aus Süd und Ost: Neue Gedichte veröffentlicht.
Der ehemalige Direktor der Harmoniemusik Chur und kürzere Zeit auch Instruktor der Kantonsschülermusik Max Eugen Rascher verstarb im besten Mannesalter im Dezember 1918 in München.

## Musikalische Werke (Auswahl)
- 1900: Musical Score: Souvenir de Lugano: Marsch: Ausgabe für Pianoforte zweihändig
- 19?: Musical Score: Am Klavier: für eine mittlere Singstimme mit Klavierbegleitung
- 19?: Musical Score: Schweizer Grenzwacht (für Männerchor)
- 1913: Musical Score: König Lenz! Bündner Gewerbe-Ausstellungsmarsch: Chur
- 1920: Musical Score: Verso l'ideale!: Melodie für Piano. Op. 5

## Schriften (Auswahl)
- Gedichte. Lyrik. Verlag Wilhelm Friedrich, Leipzig, 1890
- Liebesrosen aus Süd und Ost: Neue Gedichte. Lyrik. Verlag Carl Hübscher, Bamberg, 1901